# INSL5
INSL5‏ (Insulin like 5) هوَ بروتين يُشَفر بواسطة جين INSL5 في الإنسان.

## الوظيفة
يحتوي البروتين المشفر بواسطة هذا الجين على توقيع كلاسيكي لعائلة الأنسولين وهو مشابه جدًا للريلاكسين 3 (RLN3/INSL7).